# クチュマタネス山脈
クチュマタネス山脈（クチュマタネスさんみゃく、スペイン語: Sierra de los Cuchumatanes）は、中央アメリカで最も高い非火山性の山脈である。その標高は500 mから3,800 mを超えるくらいで総面積は約16,350 km2ある。標高3,000 m以上の範囲は1,500 km2あり、それは中央アメリカで最も広い高原地帯である。クチュマタネス山脈は、グアテマラ西部のウェウェテナンゴ県とキチェ県に連なる。山脈の西と南西の境界はセレグア川が流れ、シエラマドレ火山列と分けられている。南側の境界はネグロ川が界となり途中からチクソイ川と名前を変え北方に流れの向きを変える。川はアルタ・ベラパス県の山地とクチュマタネス山脈とを隔てる。標高3,828 mの最高峰はウェウェテナンゴ県内にある。
"Cuchumatán"の名前はマム語で"Cuchuj"（参加する、または、団結する）、"matán"は（優れた力を持つ） という意味で、「優れた力によってまとめられる」の意味を持つ。またはナワトル語で"kochmatlán"（オウム猟師の狩場）の派生かもしれない。
クチュマタネス山脈は多様な異なった生物群系を持っている。高い山の斜面や台地にマツやオークなどの熱帯・亜熱帯の湿潤広葉樹林や山岳の草原と低木林が現れ 、北部ピエモンテには亜熱帯多雨林が現れる。